# 深谷温泉
深谷温泉（ふかたにおんせん）は、石川県金沢市（旧国加賀国）の北部、津幡森本丘陵の深谷川沿いにある温泉である。口の湯（口ノ湯、口之湯）、中の湯（中ノ湯、中之湯）、元湯の異なる3つの泉源がある。
湯涌温泉、曲水温泉、犀川峡温泉、滝坂温泉からなる金沢温泉郷のうちのひとつ。

## 泉質
- 元湯：含重曹硫黄泉 - 源泉温度は20度から25度。
- 中の湯：食塩、硫化水素、鉄分を含んだ含食塩硫化水素泉

### 効能
- 痔、神経痛、皮膚病、疲労回復、筋肉痛など。

※ 効能は万人にその効果を保障するものではない。

## 温泉街
- 元湯に1軒のみ宿があり、日帰り入浴も可能となっている。かつては中の湯および口の湯にも、それぞれ1軒ずつ存在したが、現在は営業していない。共同浴場（総湯）は無い。周辺には商店は無く、民家が点在するのみである。

## 歴史
- 元湯は天平年間（729年 - 749年）に行基によって発見された、との伝承がある。1294年（永仁2年）に日蓮の孫弟子である日像が当地で布教活動中に湧出する鉱泉を発見し、近在の住民に温泉療法を紹介し、病に効くことが知れ渡った、とされる。
- 1789年（寛政元年）、長らく痔病に悩んでいたとされる加賀藩重臣・前田土佐守が、当地において痔やさまざまな病に効く霊泉がある、という前年に見た予知夢を信じて試したところ、効能があり全快したことから、浴場を設置したことが直接の起源とされる。
- 1881年（明治14年）：ドイツの万国鉱泉博覧会に出展し、名声をあげる。

## アクセス
車
- 北陸自動車道／国道159号金沢東部環状道路（金沢外環状道路山側幹線）金沢森本ICより約5分。石川県道213号仮生堅田線沿い。